# Быковка (Марий Эл)
 Быковка  — деревня в Юринском районе Республики Марий Эл. Административный центр Быковского сельского поселения.

## География
Находится в юго-западной части республики Марий Эл на левобережье Волги, прилегая с севера к районному центру посёлку Юрино.

## История
Образовалась в конце XVII века. В 1812 году деревня была куплена отставным генерал-майором B. C. Шереметевым. Он из села Богородского Горбатовского уезда Нижегородской губернии сюда мастеровых людей, в основном кожевников. В 1859 году здесь был 61 двор, жителей 402. В 1897 году в деревне жили 624 человека. В советское время работали колхозы «Память Ленина», им. Ленина.

## Население
Население составляло 1029 человек (русские 95 %) в 2002 году, 868 в 2010.